# 博羅德鄉 (比霍爾縣)
46°59′N 22°38′E / 46.983°N 22.633°E
博羅德鄉（羅馬尼亞語：Comuna Borod, Bihor），是羅馬尼亞的鄉份，位於該國西北部，由比霍爾縣負責管轄，面積106平方公里，海拔高度372米，2007年人口4,048，人口密度每平方公里38人。